# Corbaccio
Il Corbaccio, ou "O Corvo", é uma obra literária italiana de Giovanni Boccaccio, tradicionalmente datada de c. 1355.

## Antecedentes
Boccaccio é mais famoso como o autor de Decamerão (concluído c. 1351-2), outra obra de interpretação ambígua sobre o dolce stil novo e o contra-argumento antifeminista. Em relação a Il Corbaccio, se o tema da misoginia do romance é um estudo detalhado da atitude ou uma expressão misógina direta do autor há muito tempo é assunto de debate.
Os estudiosos que consideram o texto autobiográfico baseiam sua interpretação em conectar aspectos do texto a eventos da vida do autor. A visão oposta aceita a referência do próprio autor à obra como um "trattato", ou um tratamento filosófico. Conforme afirma o estudioso Anthony K. Cassell, "os elementos formais do tratado fazem parte de uma ampla tradição artística e contestam a intenção e a interpretação autobiográfica".  A obra é considerada por alguns estudiosos como de caráter medieval tardio, outros como do início do renascimento.

## Resumo
A obra é narrada em primeira pessoa e abre com uma justificativa (não se trata de um verdadeiro prólogo) na qual o autor declara que deseja que sua narrativa seja um consolo para quem a ler, tal como a encontrou graças a Deus e ao intercessão de Nossa Senhora.
A protagonista, desesperada por causa do amor não correspondido de uma viúva, invoca a Morte, adormece e sonha. Em seu sonho aparece um homem que se declara o falecido esposo da viúva, que diz ter vindo, enviado por Deus e por intercessão de Nossa Senhora, libertá-lo do labirinto de amor em que caiu.
O protagonista conta a história de seu amor ao espírito, que o adverte contra as mulheres que, com sua luxúria, põem em perigo os homens.
O espírito então começa a contar-lhe suas próprias experiências com a mulher, chamando a atenção para todos os seus defeitos. Ao ouvir a história contada pelo espírito, o protagonista se declara convencido e diz que quer remediar seu erro. O espírito, portanto, o convida a se vingar usando suas habilidades de escritor para "desmascarar" a verdadeira natureza das mulheres. Ainda no sonho, o protagonista promete fazê-lo e ao acordar, em seu quarto, encontra-se curado de seus males. O autor conclui sua obra alertando os jovens contra a "maldade feminina".